# آکادمی فوتبال باشگاه فولاد خوزستان
آکادمی فوتبال باشگاه فولاد خوزستان در سال ۱۳۷۹ با هدف کشف و پرورش جوانان مستعد خوزستانی تأسیس شد. هم‌اکنون آکادمی فولاد بیش از ۴۰۰ بازیکن و ۳۴ مربی را در رده‌های مختلف پایه دارا می‌باشد و پر افتخار ترین آکادمی ایران در تمامی رده های سنی است. از محصولات این آکادمی می‌توان به بازیکنانی چون ایمان مبعلی، اسماعیل شریفات و کاوه رضایی اشاره کرد.از آکادمی فولاد به عنوان بهترین آکادمی فوتبال در ایران نام برده می‌شود که به لا ماسیا ایران شهرت دارد.
باشگاه فولاد از معدود باشگاه‌های فوتبال ایران است که در تمامی رده‌های پایه حضور جدی دارد. توجه به رده‌های پایه و بازیکنانی که آینده فوتبال استان و کشور را رقم می‌زنند همواره از اهداف و سیاست‌های کلان باشگاه فولاد بوده و عناوین زیادی که در طی سال‌های اخیر به دست آمده و بازیکنان فراوانی که به تیم‌های ملی مختلف کشور تحویل داده شده گواه این موضوع است.
اقدامات ارزنده باشگاه فولاد باعث کسب افتخارات فراوانی در سال‌های اخیر شده و تیم‌های رده‌های پایه باشگاه یعنی تیم‌های امید، جوانان، نوجوانان و نونهالان فولاد بارها موفق به حضور در جمع چهار تیم برتر مسابقات لیگ برتر فوتبال کشور در رده مربوط به خود شده‌اند.

## عملکرد تیم‌ها
| فصل     | تیم امید    | تیم جوانان  | تیم نوجوانان | تیم نونهالان |
| ------- | ----------- | ----------- | ------------ | ------------ |
| ۱۳۸۹–۹۰ | سوم         | سوم         | نایب قهرمان  | قهرمان       |
| ۱۳۹۰–۹۱ | نایب قهرمان | نایب قهرمان | دوم گروه یک  | نایب قهرمان  |
| ۱۳۹۱–۹۲ | نایب قهرمان | نایب قهرمان | نایب قهرمان  | قهرمان       |

در فصل ۹۰-۱۳۸۹ نونهالان فولاد قهرمان کشور شدند، نوجوانان فولاد عنوان نایب قهرمانی را از آن خود کردند و تیم‌های امید و جوانان فولاد خوزستان نیز به مقام سومی مسابقات لیگ برتر کشور دست یافتند.
بر این اساس، باشگاه فولاد خوزستان تنها باشگاهی در کشور بود که در هر چهار رده سنی روی سکو رفت و علاوه بر آن، از لحاظ تحویل بازیکن به تیم‌های ملی رتبه اول را در بین باشگاه‌های ایران بدست آورد.
در فصل ۹۱-۱۳۹۰ تیم‌های امید و جوانان نایب قهرمان کشور شدند، نوجوانان علیرغم دومی در دور اول لیگ به دور دوم راه نیافتند و نونهالان هنوز در حال رقابت برای کسب عنوان قهرمانی هستند.

## محصولات مهم آکادمی
در فهرست زیر شماری از بازیکنان سابق تیم‌های پایه فولاد را مشاهده می‌کنید که به لیگ برتر و تیم‌های ملی راه یافتند. بازیکنانی که نامشان پررنگ نوشته شده در حال حاضر برای فولاد بازی می‌کنند.
| بازیکن         | پست       | سال‌های حضور در فولاد | بازی | گل |
| -------------- | --------- | -------------------- | ---- | -- |
| ساسان انصاری   | هافبک     | ۱۳۹۵–۱۳۸۷            | ۳۰۷  | ۴۹ |
| ساسان انصاری   | هافبک     | ۱۳۹۶–۱۳۹۵            | ۳۰۷  | ۴۹ |
| ساسان انصاری   | هافبک     | ۱۳۹۹–                | ۳۰۷  | ۴۹ |
| جلال کاملی‌مفرد | مدافع     | ۱۳۸۵–۱۳۷۸            | ۲۳۰  | ۱  |
| جلال کاملی‌مفرد | مدافع     | ۱۳۹۱–۱۳۸۶            | ۲۳۰  | ۱  |
| ایوب والی      | مدافع     | ۱۴۰۲–۱۳۸۲            | ۲۱۳  | ۱۵ |
| بختیار رحمانی  | هافبک     | ۱۳۹۵–۱۳۸۴            | ۱۸۸  | ۲۷ |
| بختیار رحمانی  | هافبک     | ۱۳۹۶                 | ۱۸۸  | ۲۷ |
| اسماعیل شریفات | هافبک     | ۱۳۸۸–۱۳۸۶            | ۱۷۹  | ۲۱ |
| اسماعیل شریفات | هافبک     | ۱۳۹۶–۱۳۹۱            | ۱۷۹  | ۲۱ |
| مهرداد جماعتی  | مدافع     | ۱۳۹۶–۱۳۸۵            | ۱۶۸  | ۷  |
| مجتبی نجاریان  | مدافع     | ۱۳۹۵–                | ۱۵۲  | ۲  |
| آرش افشین      | هافبک     | ۱۳۹۵–۱۳۸۷            | ۱۳۵  | ۲۳ |
| آرش افشین      | هافبک     | ۱۳۹۷–۱۳۹۶            | ۱۳۵  | ۲۳ |
| آرش افشین      | هافبک     | ۱۳۹۸                 | ۱۳۵  | ۲۳ |
| سینا مریدی     | هافبک     | ۱۴۰۰–۱۳۹۲            | ۱۳۲  | ۲  |
| سینا مریدی     | هافبک     | ۱۴۰۰–                | ۱۳۲  | ۲  |
| محمد علوی      | هافبک     | ۱۳۸۶–۱۳۸۱            | ۱۲۹  | ۸  |
| محمد علوی      | هافبک     | ۱۳۸۹–۱۳۸۸            | ۱۲۹  | ۸  |
| ایمان مبعلی    | هافبک     | ۱۳۸۴–۱۳۷۹            | ۱۰۶  | ۲۴ |
| ایمان مبعلی    | هافبک     | ۱۳۹۷–۱۳۹۶            | ۱۰۶  | ۲۴ |
| صابر حردانی    | مدافع     | ۱۴۰۰–۱۳۹۲            | ۹۴   | ۴  |
| پژمان منتظری   | مدافع     | ۱۳۸۶–۱۳۸۰            | ۸۸   | ۶  |
| احسان مرادیان  | دروازه‌بان | ۱۳۹۳–۱۳۹۲            | ۶۷   | ۰  |
| احسان مرادیان  | دروازه‌بان | ۱۴۰۱–۱۳۹۵            | ۶۷   | ۰  |
| صالح حردانی    | مدافع     | ۱۴۰۱–۱۳۹۵            | ۶۳   | ۳  |
| احمد آل نعمه   | مدافع     | ۱۳۸۲–۱۳۸۰            | ۵۷   | ۸  |
| احمد آل نعمه   | مدافع     | ۱۳۸۸–۱۳۸۶            | ۵۷   | ۸  |
| احمد آل نعمه   | مدافع     | ۱۳۹۴                 | ۵۷   | ۸  |
| حسن هوری       | دروازه‌بان | ۱۳۸۶–۱۳۸۲            | ۵۷   | ۰  |

## کادر کنونی
| محمد صفار          | سرپرست |
| سیدکوروش موسوی     | سرمربی |
| ناصر محمدیان       | مربی   |
| یعقوب فرسیات       | مربی   |
| سیدسیروس نعمتی‌نژاد | مربی   |
| سیدثامر نعمتی‌نژاد  | پزشک   |

| کورش حیدری    | سرپرست |
| خذر قنواتی    | سرمربی |
| امین سبحانی   | مربی   |
| امید زاهدی    | مربی   |
| ابراهیم وکیلی | مربی   |
| منصور جباری   | پزشک   |

| محمود صالحی    | سرپرست |
| موسی سواری     | سرمربی |
| علی‌اکبر قاسمی  | مربی   |
| حمید باوی      | مربی   |
| محمد امینی‌خواه | پزشک   |

| کاظم سویلمی       | سرپرست |
| نبی احمدپور       | سرمربی |
| غلامعباس یونسی‌فرد | مربی   |
| سجاد مهدی‌پور      | مربی   |
| رضا مهدی‌پور       | مربی   |
| قاسم زرگانی       | پزشک   |

| حمود حزبازاده | سرپرست |
| علی‌محمد غیبی  | مربی   |
| میثاق دهقانی  | مربی   |

| حمود حزبازاده   | سرپرست |
| علی‌اکبر مهدی‌پور | مربی   |
| منصور بدری      | مربی   |